# 蘆名盛滋
蘆名 盛滋（あしな もりしげ）は、戦国時代の武将。蘆名氏第14代当主。

## 経歴
文明14年（1482年）、第13代当主・蘆名盛高の子として生まれる。
武勇に優れ、文亀元年（1500年）には父に従って猪苗代盛頼を討っている。しかし次第に父・盛高と対立を深め、永正2年（1505年）、重臣・松本氏の支援を受けて盛高と合戦に及んだが、敗れて伊達尚宗の下に逃走した。
後に盛高と和解して帰国し、永正14年（西暦では翌1518年）12月、盛高の死により家督を相続した。永正17年（1520年）には伊達稙宗の援軍として上山城主・最上義房と戦っている。
永正18年（1521年）2月6日、死去。享年40。実子・盛幸が居たが、弟の盛舜が家督を相続したため、盛幸は別家・針生氏を興した。
盛滋の生没年には異説が多く、生年には寛正4年（1463年）説もあり、没年には天文9年（1540年）6月23日（享年59）説もある。